# 勒费特
勒费特（法語：Le Fête，法語發音：[lə fɛt]）是法国科多尔省的一个市镇，位于该省西南部，属于博讷区。

## 地理
勒费特（47°11'0"N, 4°30'33"E）面积3.11 平方千米，位于法国勃艮第-弗朗什-孔泰大區科多尔省，该省份为法国中东部省份，北起奥布省，西接涅夫勒省和约讷省，南至索恩-卢瓦尔省，东南接汝拉省，东临上索恩省，东北部与上马恩省接壤。
与勒费特接壤的市镇（或旧市镇、城区）包括：埃塞、克洛莫、梅伊叙鲁夫尔、米默尔、米西尼。

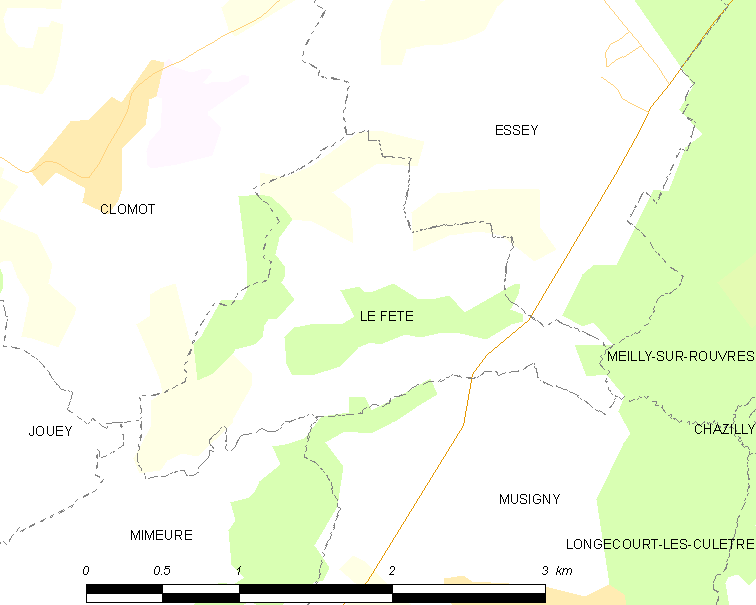
勒费特的OSM定位图

勒费特的时区为UTC+01:00、UTC+02:00（夏令时）。

## 行政
勒费特的邮政编码为21230，INSEE市镇编码为21264。

## 政治
勒费特所属的省级选区为阿尔奈勒迪克县。

## 人口

1962-2008年间勒费特人口变化图示

勒费特于2022年1月1日时的人口数量为45人。